# 莫莱姆 (约讷省)
莫莱姆（法語：Molesmes，法語發音：[mɔlɛm]）是法国勃艮第-弗朗什-孔泰大区约讷省的一个旧市镇，属于欧塞尔区。2017年1月1日，莫莱姆与市镇临近的2个市镇合并为新市镇莱欧德福泰尔。

## 地理
莫莱姆（47°36'53"N, 3°27'58"E）面积9.5 平方千米，位于法国勃艮第-弗朗什-孔泰大區约讷省，该省份为法国中北部内陆省份，西接卢瓦雷省，西北接塞纳-马恩省，南至涅夫勒省，东临科多尔省，东北与奥布省接壤。
与莫莱姆接壤的市镇（或旧市镇、城区）包括：瓦讷、德吕莱贝勒方丹、库尔松莱卡里耶尔、丰特纳耶、坦日。
莫莱姆的时区为UTC+01:00、UTC+02:00（夏令时）。

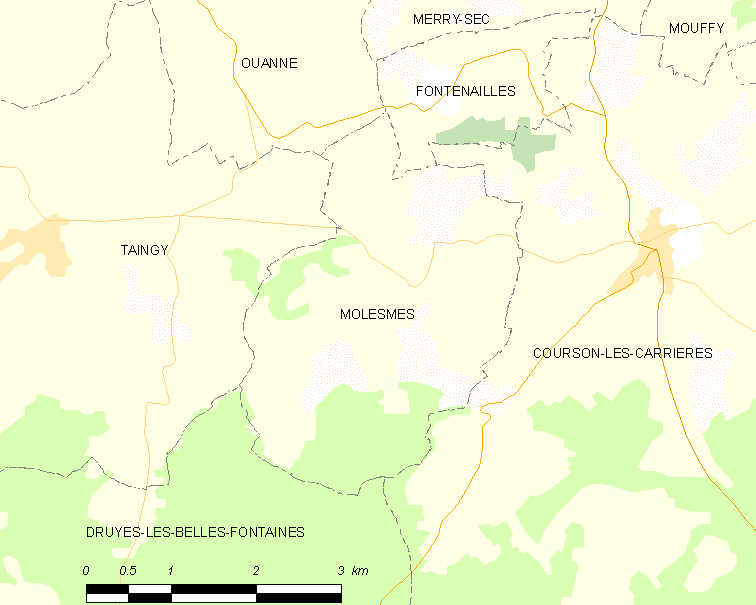
莫莱姆的OSM定位图

## 行政
莫莱姆的邮政编码为89560，INSEE市镇编码为89260。

## 政治
莫莱姆所属的省级选区为万塞勒县。

## 人口

1962-2008年间莫莱姆人口变化图示

莫莱姆于2018年1月1日时的人口数量为171人。